# 1143

## Události
- od Balkánu se až po jižní Francii rozšířilo hnutí katarů
- Walter II. z Brienne založil premonstrátský klášter Basse-Fontaine

## Narození
- ? – Richardis Babenberská, lantkraběnka ze Stefflingu († 24. ledna 1196/1200)

## Úmrtí
- 8. dubna – Jan II. Komnenos, byzantský císař (* 13. září 1087)
- 18. dubna – Gertruda Saská, bavorská a saská vévodkyně a rakouská markraběnka (* 1143)
- 24. září – Inocenc II., papež (* ?)
- 24. září – Agnes z Waiblingenu, rakouská markraběnka (* 1072/73)
- 13. listopadu – Fulko V. z Anjou, jeruzalémský král (* 1089/1092)
- ? – Konrád II. Württemberský, švábský hrabě a maršál (* ?)

## Hlavy států
- České knížectví – Vladislav II.
- Svatá říše římská – Konrád III.
- Papež – do 24. září Inocenc II., » Celestýn II.
- Anglické království – Štěpán III. z Blois
- Francouzské království – Ludvík VII.
- Polské knížectví – Vladislav II. Vyhnanec
- Uherské království – Gejza II.
- Sicilské království – Roger II.
- Kastilské království – Alfonso VII. Císař
- Rakouské markrabství – Jindřich II. Jasomirgott
- Byzantská říše – Jan II. Komnenos – Manuel I. Komnenos